# Kuifhaarmuts
Kuifhaarmuts (Orthotrichum comosum) is een soort uit het geslacht haarmuts (Orthotrichum).

## Verspreiding
In Nederland komt de kuifhaarmuts zeer zeldzaam voor.